# PSR B1620-26b
PSR B1620-26b，是一顆脈衝星行星，也是首個被證實的環聯星運轉行星。它環繞編號PSR B1620-26的脈衝星公轉，該天體位於天蠍座，屬於球狀星團M4的一員，距離地球12,400光年。該行星曾被建議命名為「瑪土撒拉」（Methuselah），但由於此名稱通常不會用於天文學上，因此不被國際天文聯會接受。

## 恆星系統
該行星環繞一個聯星系統公轉，其中一顆是中子星，另一顆則是白矮星，質量為太陽的0.34倍。兩顆恆星的距離約1AU，它們互相公轉的週期約為半年。而行星的質量約為2.5個木星質量，距離恆星約為23 AU，與天王星的日距差不多，其公轉週期約為100年。該天體系統位於球狀星團的邊緣，而該星團的估計年齡為127億年。由於星團中各恆星的年齡相近，而行星多半是與恆星一起形成的，因此該行星的年齡也估計有127億年。它是眾多已知的行星中年齡最高的，差不多是地球年齡的三倍，因此曾被提議以聖經中一位長壽老人的名字「瑪土撒拉」來命名。

## 行星的發現

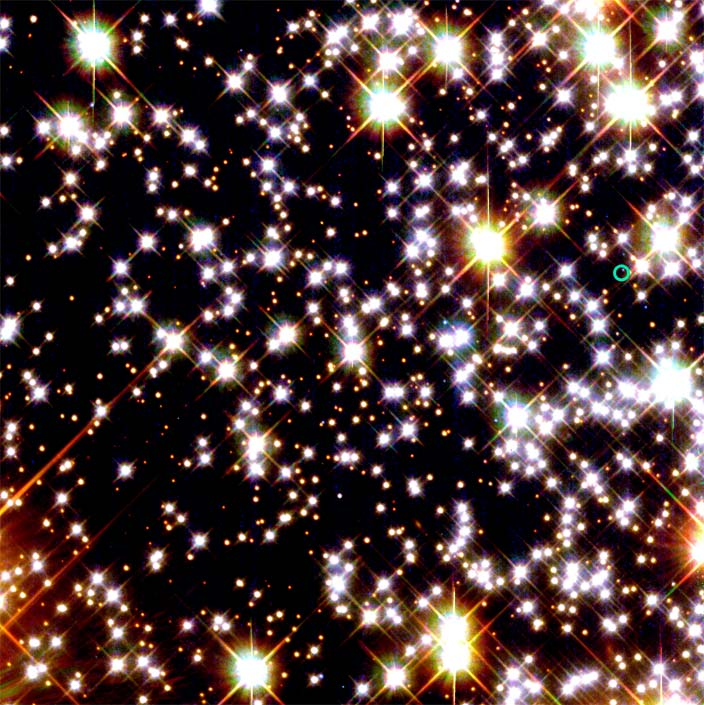
行星在星團中的位置（圖右綠圈示）

與不少太陽系外行星一樣，PSR B1620-26b最初是以多普勒偏移的方式偵測，它的公轉使地球上觀測得的脈衝星自轉週期出現改變。1990年代初，一支由貝克（Donald Backer）領導的小組對該現象作出研究，認為脈衝星出現的多普勒偏移，不只是單一顆未知伴星所造成，應該以第三顆天體的存在來解釋。幾年後，小組已量度出這顆未知的伴星為一顆白矮星，同時也計算出系統中第三顆未知天體的質量，發現其質量根本不足以成為一顆恆星，因此以行星存在來解釋之，該結論於1993年由Stephen Thorsett等人宣佈。
除了行星的質量得以計算出之外，他們也同時推算白矮星的質量，又根據行星形成的理論，指出該顆白矮星仍然年輕及熾熱。這些估計最後得以確認，並於2003年7月10日由Steinn Sigurdsson領導的小組對外宣佈，這支小組使用了哈勃望遠鏡對該白矮星作出觀測。在美国国家航空航天局的記者會上，他們表示擬把該顆行星命名為「瑪土撒拉」。 

## 演化
人們至今仍未知這顆行星的由來，但一般認為它原本是屬於白矮星的，不可能屬於中子星，因為這顆中子星在經超新星爆發後，恆星大部分物質在短時間內給炸掉，並塌縮為中子星，在這種情況下，行星定不能維持原來的軌道，因此該顆行星是連同所屬的白矮星，一起給中子星的引力所擄獲。 
在太陽所屬的銀河系內，很少會發生兩顆恆星在近距離相遇的情況，但這種情況在密集的星團內則常會發生。人們認為原来的两个系统分散在星团中。这颗中子星诞生时為年輕的脈衝星，其脈衝週期以秒計算。在大約100億年前，這顆中子星與該行星原來的主星近距離相遇，並將之擄獲，而中子星原來的伴星可能於這段期間逐步脫離中子星的引力束縛而遁入星团中。至大約五億年前，這顆被擄獲的恒星開始膨脹成紅巨星（參閲恆星演化論）。

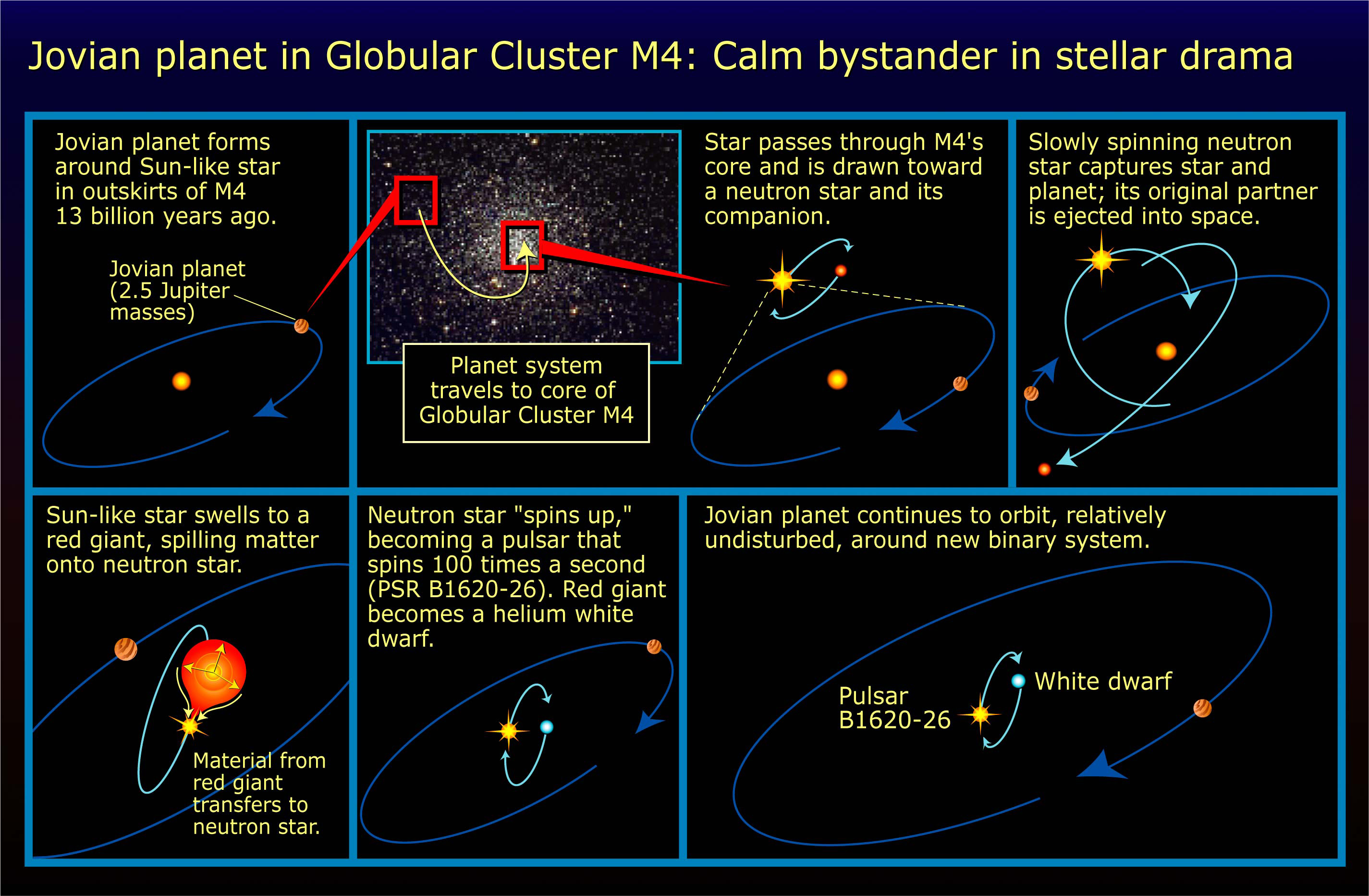
PSR B1620-26b的演化過程

人們相信，在紅巨星膨脹期間，它逐步接近並突破了洛希瓣（Roche lobe），使它的外層物質被中子星主星吸走。因為該中子星吸取了其紅巨星伴星上的外層物質，使得其质量增加，因而星體本身持續塌縮，自轉速度會越來越快，每秒鐘動輒可旋轉數百次，這些短週期的脈衝星被分為毫秒脈衝星。这颗中子星的脈衝週期短至數毫秒，為連星系統的物質轉移提供了有力證據。因为理论上，这么古老的星团中，中子星都应该是旋转极为缓慢的。
這些被吸走的物質又出現了複雜且壯觀的效應，其中子星自轉速度給加快，又透過角動量的轉移，這些物質被加熱至能放出X射線的溫度，使系統在數億年間，成為「低質量X射線連星」。
當可吸的紅巨星物質全被中子星吸走後，便開始塌縮成為白矮星，兩顆恆星相安無事地旋轉。現時該系統正緩緩地朝著星團中央的方向邁進，那裡的恆星多擁有很大的質量，預計在10億年內，該系統很大機會將與其他恆星相遇，這種情況大多數會把最輕的天體從系統中逐出，假若真的發生，這顆行星會被逐出M4星團之外，成為在宇宙中流浪的星際行星。

## 其他網上資源

### 參看
- 太陽系外行星
- 脈衝星行星
- 脈衝星

### 外部連結
- http://www.space.com/scienceastronomy/oldest_planet_030710-1.html（页面存档备份，存于）
- https://web.archive.org/web/20060929121208/http://www.extrasolar.net/startour.asp?StarCatId=pulsar&StarId=231
- https://web.archive.org/web/20051016141628/http://vo.obspm.fr/exoplanetes/encyclo/planet.php?p1=PSR+B1620-26&p2=b
- 天文學家發現 130 億年前最古老的行星（中研院天文所）[永久]
- 最長壽的行星（科學人雜誌網站）（页面存档备份，存于）